# Bệnh Addison

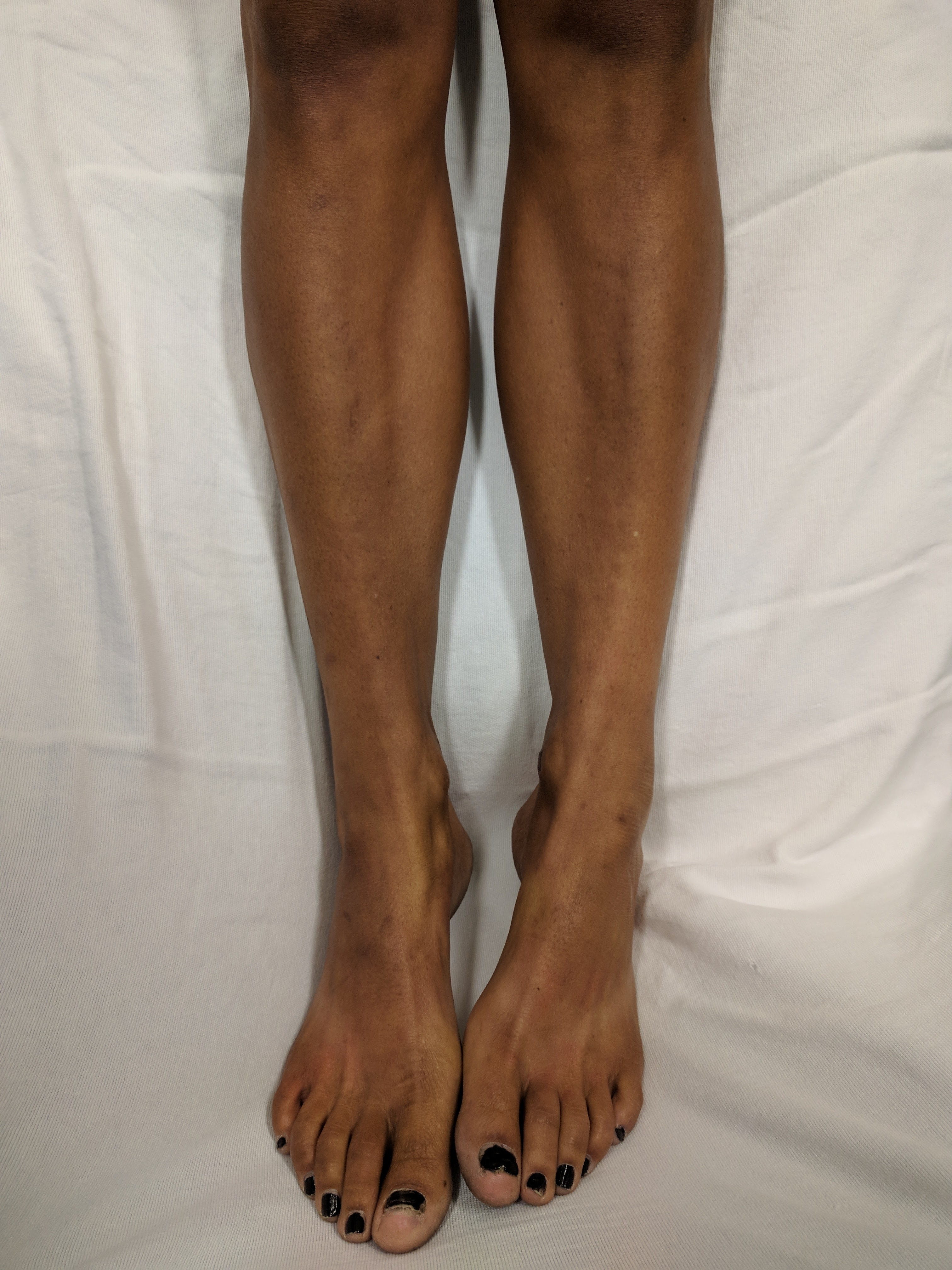
Sạm da nhìn thấy trên chân của một người da trắng với bệnh Addison

Bệnh Addison, còn được gọi là suy tuyến thượng thận nguyên phát hoặc suy thượng thận, là một rối loạn nội tiết lâu dài, trong đó tuyến thượng thận không sản xuất đủ hormone steroid. Các triệu chứng thường xuất hiện chậm và có thể bao gồm đau bụng, yếu và giảm cân. Da sẫm màu ở một số khu vực nhất định cũng có thể xảy ra. Trong một số trường hợp nhất định, một cuộc khủng hoảng tuyến thượng thận có thể xảy ra với huyết áp thấp, nôn mửa, đau lưng dưới và mất ý thức. Một cuộc khủng hoảng tuyến thượng thận có thể được kích hoạt bởi căng thẳng, chẳng hạn như từ chấn thương, phẫu thuật hoặc nhiễm trùng.
Bệnh Addison phát sinh từ các vấn đề với tuyến thượng thận do không đủ hormone steroid cortisol và có thể là aldosterone, thường là do phá hoại của hệ thống miễn dịch của cơ thể ở thế giới phát triển và bệnh lao ở thế giới đang phát triển. Các nguyên nhân khác bao gồm một số loại thuốc, nhiễm trùng huyết và chảy máu vào cả hai tuyến thượng thận. Suy thượng thận thứ phát là do không đủ hormone vỏ thượng thận (ACTH) (do tuyến yên sản xuất) hoặc CRH (do vùng dưới đồi sản xuất). Mặc dù có sự phân biệt này, các cuộc khủng hoảng tuyến thượng thận có thể xảy ra trong tất cả các dạng suy thượng thận. Bệnh Addison thường được chẩn đoán bằng xét nghiệm máu, xét nghiệm nước tiểu và hình ảnh y tế.
Điều trị liên quan đến việc thay thế các hormone bị vắng mặt. Điều này liên quan đến việc dùng một loại corticosteroid như hydrocortison và fludrocortison. Những loại thuốc này thường được dùng bằng đường uống. Điều trị thay thế steroid liên tục suốt đời là cần thiết, với điều trị theo dõi thường xuyên và theo dõi các vấn đề sức khỏe khác. Một chế độ ăn nhiều muối cũng có thể hữu ích ở một số người. Nếu các triệu chứng xấu đi, nên tiêm corticosteroid và mọi người nên mang theo một liều thuốc này dự phòng. Thông thường, một lượng lớn dịch truyền tĩnh mạch với đường dextrose cũng được yêu cầu. Nếu không điều trị, một cuộc khủng hoảng tuyến thượng thận có thể dẫn đến tử vong.
Bệnh Addison ảnh hưởng đến khoảng 0,9 đến 1,4 trên 10.000 người ở các nước phát triển. Nó xảy ra thường xuyên nhất ở phụ nữ trung niên. Suy thượng thận thứ phát là phổ biến hơn. Kết quả lâu dài với điều trị thường là tốt. Bệnh này được đặt theo tên của Thomas Addison, tốt nghiệp Đại học Y khoa Edinburgh, người đầu tiên mô tả tình trạng này vào năm 1855. Tính từ "addisonian" được sử dụng để mô tả các đặc điểm của tình trạng này, cũng như những người mắc bệnh Addison.